# Matt Henry
Matt Henry (Birmingham, 1979) è un attore e cantante britannico.

## Biografia
Dopo aver recitato nel West End di Londra nei musical The Lion King ed Avenue Q, nel 2013 ha partecipato alla seconda edizione del talent show The Voice UK, classificandosi terzo. Dal 2015 al 2017 ha recitato all'Adelphi Theatre di Londra nel musical Kinky Boots e per la sua interpretazione nel ruolo dell'esuberante drag queen Lola ha vinto il Laurence Olivier Award al miglior attore in un musical.

## Filmografia

### Cinema
- Matilda The Musical di Roald Dahl (Roald Dahl's Matilda the Musical), regia di Matthew Warchus (2022)

### Televisione
- The Voice - Concorrente 4º classificato (2013)

## Teatro (parziale)
- The Lion King. Lyceum Theatre di Londra (2002)
- Miss Saigon. Tour UK (2004)
- La febbre del sabato sera. Apollo Victoria Theatre di Londra (2005)
- Avenue Q. Noël Coward Theatre di Londra (2006)
- Hair. Tour UK (2008)
- Il leone, la strega e l'armadio. Royal & Derngate di Northampton (2009)
- The Frontline. Shakespeare's Globe di Londra (2009)
- The Rat Pack: Live From Las Vegas. Adelphi Theatre di Londra (2010)

- The Harder They Come. Tour UK (2011)

- Kinky Boots. Adelphi Theatre di Londra (2012)
- I due nobili congiunti. Shakespeare's Globe di Londra (2018)
- One Night in Miami. Donmar Warehouse di Londra (2019)
- Our Lady of Blundellsands. Everyman Theatre di Londra (2020)
- The Drifters. Garrick Theatre di Londra (2021)
- The Devil Wears Prada. Dominion Theatre di Londra (2024)